# Борківська сільська рада (Поспєлихинський район)
Бо́рківський сільська рада (рос. Борковский сельский совет) — сільське поселення у складі Поспєлихинського району Алтайського краю Росії.
Адміністративний центр — селище Хлібороб.

## Населення
Населення — 1084 особи (2019; 1152 в 2010, 1379 у 2002).

## Склад
До складу сільської ради входять:
| Населений пункт    | Населення, осіб (2002) | Населення, осіб (2010) |
| ------------------ | ---------------------- | ---------------------- |
| Борок, селище      | 40                     | 26                     |
| Котляровка, селище | 553                    | 418                    |
| Хлібороб, селище   | 786                    | 708                    |